# Orbáncfű (növénynemzetség)
Az orbáncfű (Hypericum) az orbáncfűfélék (Hypericaceae) családjába tartozó növénynemzetség. Kb. 490 fajt foglal magába. A sarkvidéki és sivatagi területeket kivéve az egész Földön elterjedt nemzetség, azonban a trópusi és szubtrópusi területeken csak magasabb hegyvidéki tájakon élnek. A legtöbb faj a Himalája mentén és a Mediterráneumban fordul elő.
A családnak ez az egyetlen Kárpát-medencében őshonos nemzetsége. Magyarországon 8 faja található meg.

## Jellemzők
Az 5–10 cm-es egyéves vagy évelők lágyszárúaktól egészen a cserjékig vagy a legfeljebb 12 m magasra növő kis fákig sokféle faj előfordul közöttük. A levelek átellenes állásúak, ovális alakúak, 1–8 cm hosszúak. Lombhullató és örökzöld fajok egyaránt megtalálhatók a nemzetségben. Jellegzetességük az úgynevezett váladéktartók jelenléte, több faj levelében megtalálhatók. A 0,5–6 cm átmérőjű virágaik mindig csészére és pártára különülnek el. Az 5 (ritkán 4) sziromlevél színe a halványtól a sötétsárgáig változhat. A sok porzó 5 kötegbe (falkába) rendeződik; ezek a porzókötegek a sziromlevelekkel váltakozva megjelenő 5 kezdeményből, dudorból fejlődnek ki. Termésük általában tok, de előfordul húsos bogyószerű termés is. A toktermések válaszfalak mentén (szepticid módon) felnyílnak.

## Felhasználásuk

### Dísznövényként

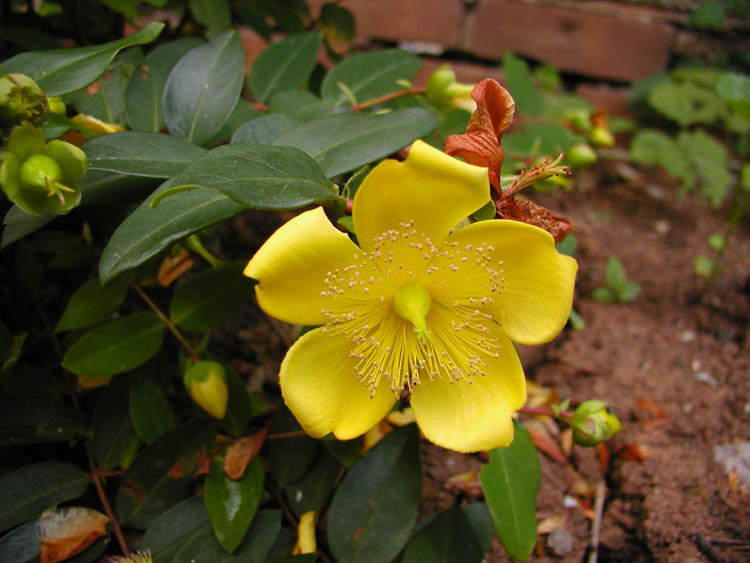
Hypericum calycinum cv. 'Hidcote'

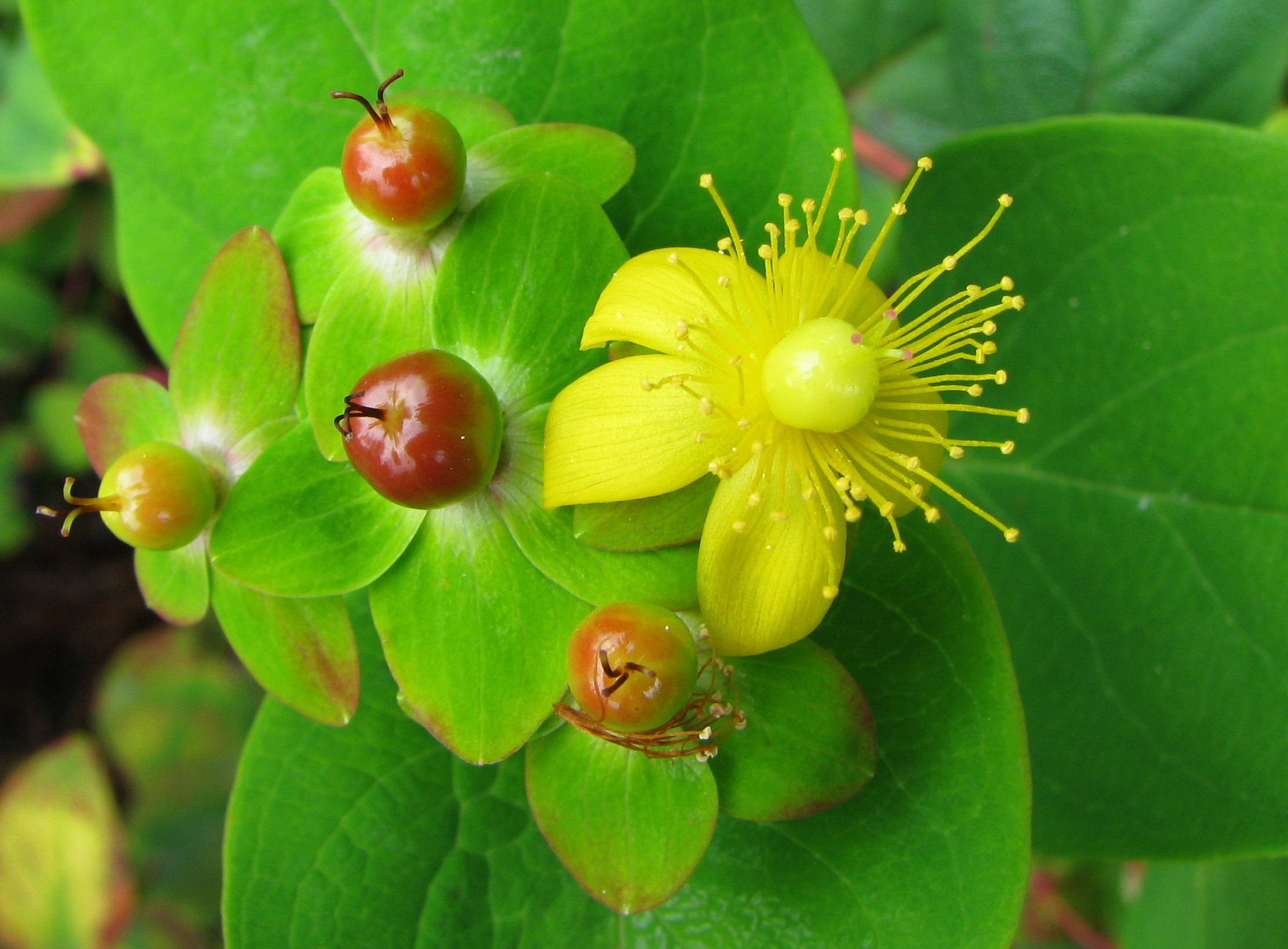
Hypericum androsaemum

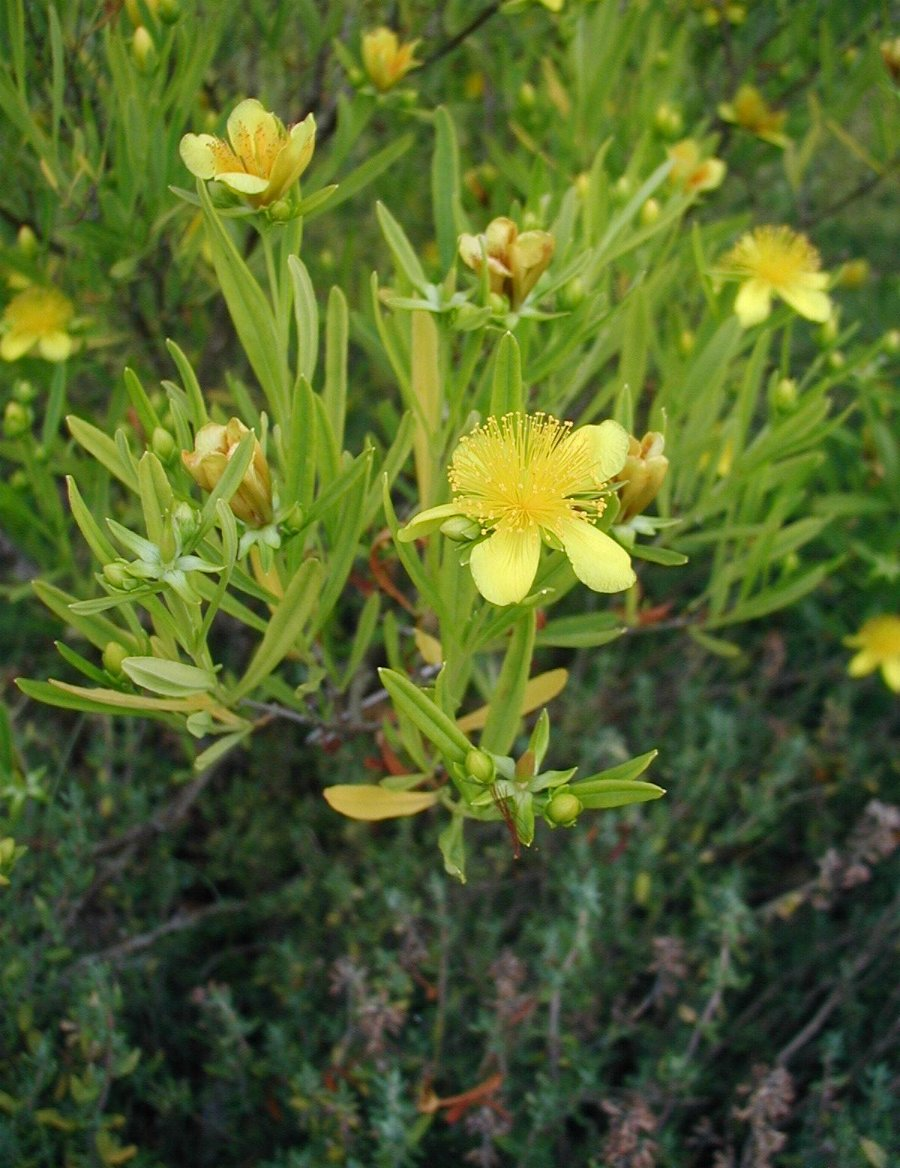
Hypericum erectum

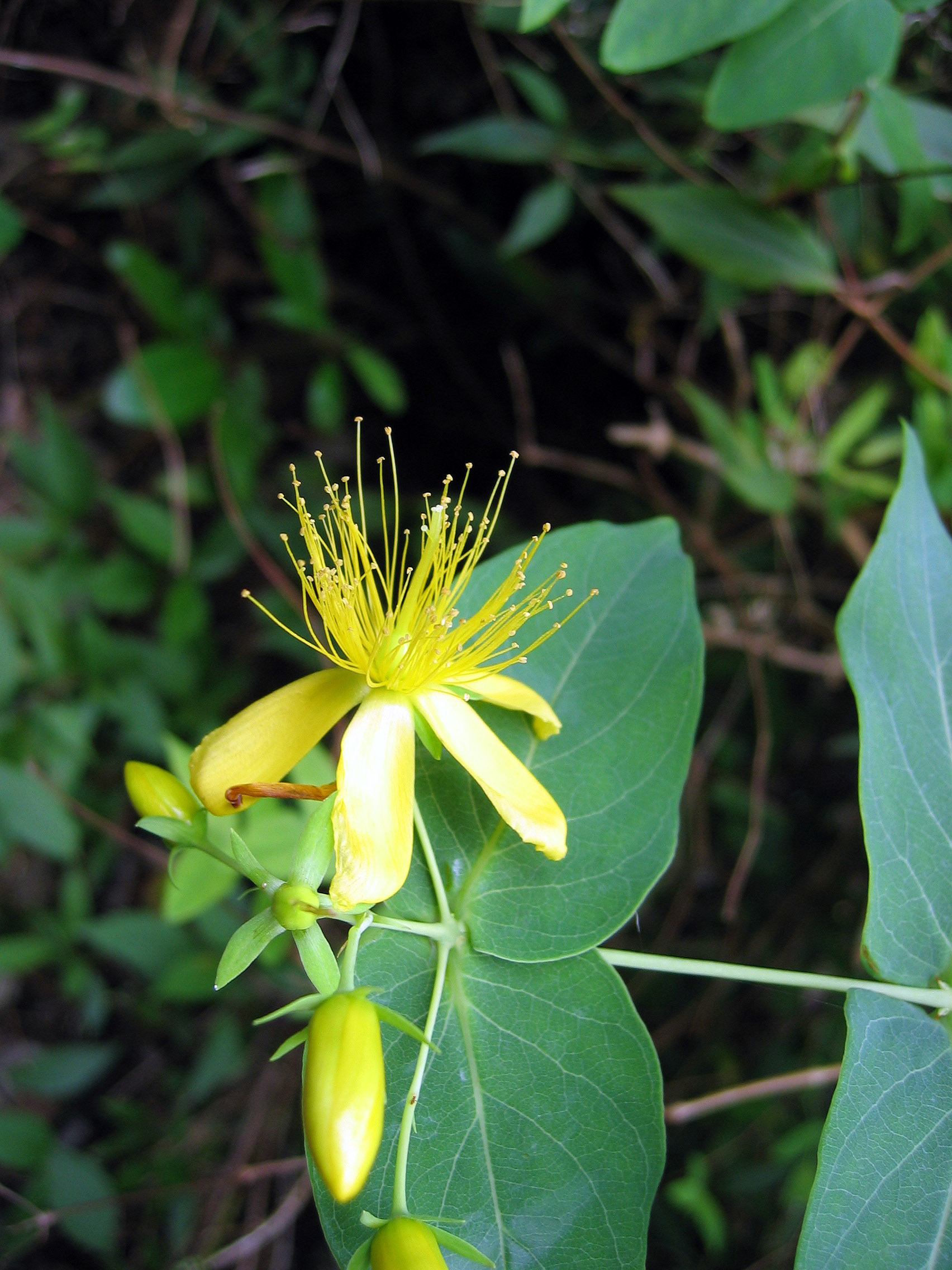
Hypericum grandifolium

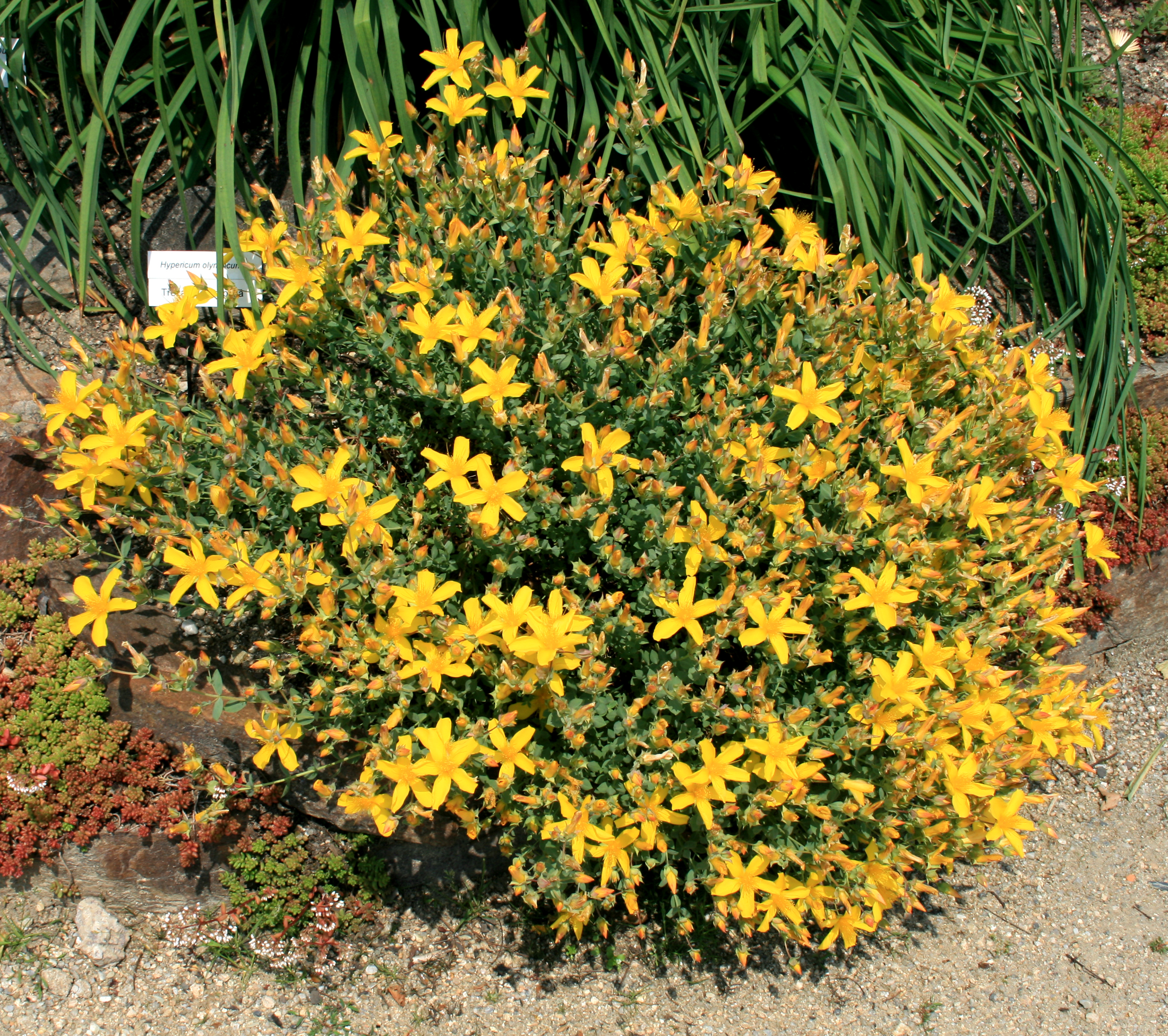
Hypericum olympicum

Virágaik miatt számos hibridet is nemesítettek dísznövény célból. Ilyenek pl. a
H. × moserianum (H. calycinum × H. patulum), 
- H. 'Hidcote'[3]
- H. 'Rowallane'.[4]

### Gyógyászati
Egyes fajait az antikvitás óta használják a gyógynövényes orvoslásban. A közönséges orbáncfű (H. perforatum) a legismertebb faj, napjainkban nagy mennyiségben termesztik a belőle kivont hatóanyagok gyógyszeralapanyagként való felhasználására. A többi faj is ígéretes lehet, de jelenleg még nem áll rendelkezésre elég kutatás a felhasználásukra vonatkozóan. A két legtöbbet kutatott hatóanyag a hiperforin és a hipericin. A belőlük készült standardizált készítmények régóta léteznek és elérhetők bizonyos fajta depresszió kezelésére orvosi felügyelet mellett.

## Válogatott fajok
| - Hypericum acmosepalum – termetes orbáncfű - Hypericum acostanum - Hypericum addingtonii - Hypericum adenotrichum - Hypericum aegypticum – egyiptomi orbáncfű - Hypericum alpigenum – erdélyi orbáncfű, havasalji orbáncfű - Hypericum anagalloides - Hypericum androsaemum – bogyós orbáncfű, félörökzöld orbáncfű, férfivér-fű - Hypericum annulatum – Degen-orbáncfű - Hypericum aphyllum - Hypericum ascyron – félcserjés orbáncfű - Hypericum asplundii - Hypericum athoum - Hypericum atomarium - Hypericum augustinii - Hypericum balearicum – baleári orbáncfű - Hypericum balfourii - Hypericum barbatum – szakállas orbáncfű - Hypericum beanii - Hypericum bellum – díszes orbáncfű - Hypericum bequaertii]] — szentjánosfa - Hypericum boreale - Hypericum buckleii - Hypericum bupleuroides - Hypericum calycinum – bőrlevelű orbáncfű, örökzöld orbáncfű, kelyhes orbáncfű - Hypericum canadense L. - Hypericum canariense – Kanári-orbáncfű - Hypericum capitatum - Hypericum cerastoides – balkáni orbáncfű - Hypericum choisianum - Hypericum cistifolium - Hypericum concinnum - Hypericum confertum - Hypericum cordifolium - Hypericum coris – havasi orbáncfű, szálas orbáncfű - Hypericum crenulatum - Hypericum crux-andreae - Hypericum cumulicola - Hypericum curvisepalum - Hypericum delphicum - Hypericum densiflorum – sokvirágú orbáncfű - Hypericum denticulatum Walt. - Hypericum dissimulatum - Hypericum dolabriforme - Hypericum dyeri – himalájai orbáncfű - Hypericum eastwoodianum - Hypericum elegans – karcsú orbáncfű, csinos orbáncfű - Hypericum ellipticum - Hypericum elodes – tócsaorbáncfű - Hypericum elongatum - Hypericum empetrifolium – begöngyöltlevelű orbáncfű - Hypericum erectum - Hypericum ericoides – hangalevelű orbáncfű - Hypericum fasciculatum - Hypericum fieriense - Hypericum foliosum - Hypericum formosum - Hypericum forrestii – jünnani orbáncfű, kései orbáncfű - Hypericum fragile - Hypericum frondosum – lombos orbáncfű - Hypericum galioides - Hypericum gentianoides (L.) BSP. - Hypericum glandulosum - Hypericum gnidiifolium - Hypericum gramineum - Hypericum grandifolium - Hypericum graveolens - Hypericum hartwegii - Hypericum henryi - Hypericum hircinum L. – nehézszagú orbáncfű - Hypericum hirsutum L. – borzas orbáncfű - Hypericum hookerianum – indiai orbáncfű - Hypericum humifusum L. – heverő orbáncfű, földönfutó orbáncfű - Hypericum hypericoides - Hypericum hyssopifolium - Hypericum × inodorum | - Hypericum japonicum - Hypericum kalmianum – kanadai orbáncfű - Hypericum kamtschaticum Ledeb. - Hypericum kelleri - Hypericum kotschyanum - Hypericum kouytchense - Hypericum lagarocladum - Hypericum lancasteri - Hypericum lanceolatum - Hypericum lanuginosum - Hypericum leschenaultii - Hypericum linariifolium - Hypericum linarioides - Hypericum llanganaticum - Hypericum lobbii - Hypericum lobocarpum - Hypericum maclarenii - Hypericum maculatum – pettyes orbáncfű, foltos orbáncfű - Hypericum maguirei - Hypericum majus - Hypericum matangense - Hypericum monogynum – kínai orbáncfű - Hypericum montanum L. – hegyi orbáncfű - Hypericum montbretii - Hypericum × moserianum – kisvirágú orbáncfű - Hypericum mutilum L. - Hypericum myricariifolium Hieron. - Hypericum mysorense B.Heyne - Hypericum nanum - Hypericum nudiflorum - Hypericum nummularium - Hypericum oblongifolium - Hypericum olympicum – olimposzi orbáncfű - Hypericum orientale – kis-ázsiai orbáncfű - Hypericum origanifolium - Hypericum pallens - Hypericum patulum Thunb – japán orbáncfű, terpedt orbáncfű - Hypericum peninsulare - Hypericum perfoliatum - Hypericum perforatum – közönséges orbáncfű - Hypericum polyphyllum – aprólevelű orbáncfű - Hypericum prietoi - Hypericum prolificum - Hypericum pseudohenryi - Hypericum pulchrum – kecses orbáncfű - Hypericum punctatum Lam. - Hypericum quitense - Hypericum reflexum - Hypericum reptans – kúszó orbáncfű - Hypericum reductum - Hypericum revolutum Vahl - Hypericum richeri – alpesi orbáncfű - Hypericum rochelii – Rochel-orbáncfű - Hypericum roeperanum Schimp. ex A. Rich. - Hypericum rumeliacum - Hypericum sampsonii - Hypericum scopulorum - Hypericum scouleri - Hypericum setosum - Hypericum socotranum - Hypericum sphaerocarpum - Hypericum spruneri - Hypericum stellatum - Hypericum subsessile - Hypericum tenuicaule - Hypericum tetrapterum – mocsári orbáncfű, négyélű orbáncfű - Hypericum tomentosum - Hypericum tortuosum - Hypericum trichocaulon - Hypericum triquetrifolium Turra - Hypericum undulatum - Hypericum uralum - Hypericum vacciniifolium - Hypericum wilsonii - Hypericum xylosteifolium - Hypericum yakusimense |

## Fordítás
- Ez a szócikk részben vagy egészben  a   Hypericum című angol Wikipédia-szócikk ezen változatának fordításán alapul.  Az eredeti cikk szerkesztőit annak laptörténete sorolja fel. Ez a jelzés csupán a megfogalmazás eredetét és a szerzői jogokat jelzi, nem szolgál a cikkben szereplő információk forrásmegjelöléseként.